# 2005年NBA全明星赛
2005年NBA全明星赛于2月20日（星期日）在科罗拉多州丹佛市百事可乐中心球馆举行。东部全明星队以125比115击败了西部全明星队。开场不久，西部队处于优势，但不久东部队将比分反超并一直保持到终场。阿伦·艾弗森被评为当场比赛最有价值球员。

## 参赛球员
中国球员姚明以中锋的身份带领西部全明星队参加比赛，与奥尼尔所在的东部队对决。这两个球员都在全明星评选中，获得了250万张以上的选票，打破了以往的纪录。另外，文斯·卡特、阿伦·艾弗森、格兰特·希尔和勒布朗·詹姆斯构成了东部队的首发阵容，西部队则由特雷西·麦格雷迪、凯文·加内特、科比·布莱恩特和蒂姆·邓肯组成首发阵容。菲尼克斯太阳队有三人参加全明星赛，是所有球队中贡献最多的。三人分别是：史蒂夫·纳什、阿玛雷·斯塔德迈尔和肖恩·马里昂。

## 明星主教練
東部明星：斯坦·范甘迪（邁阿密熱火）
西部明星：格雷格·波波维奇（聖安東尼奧馬刺）